# Loir

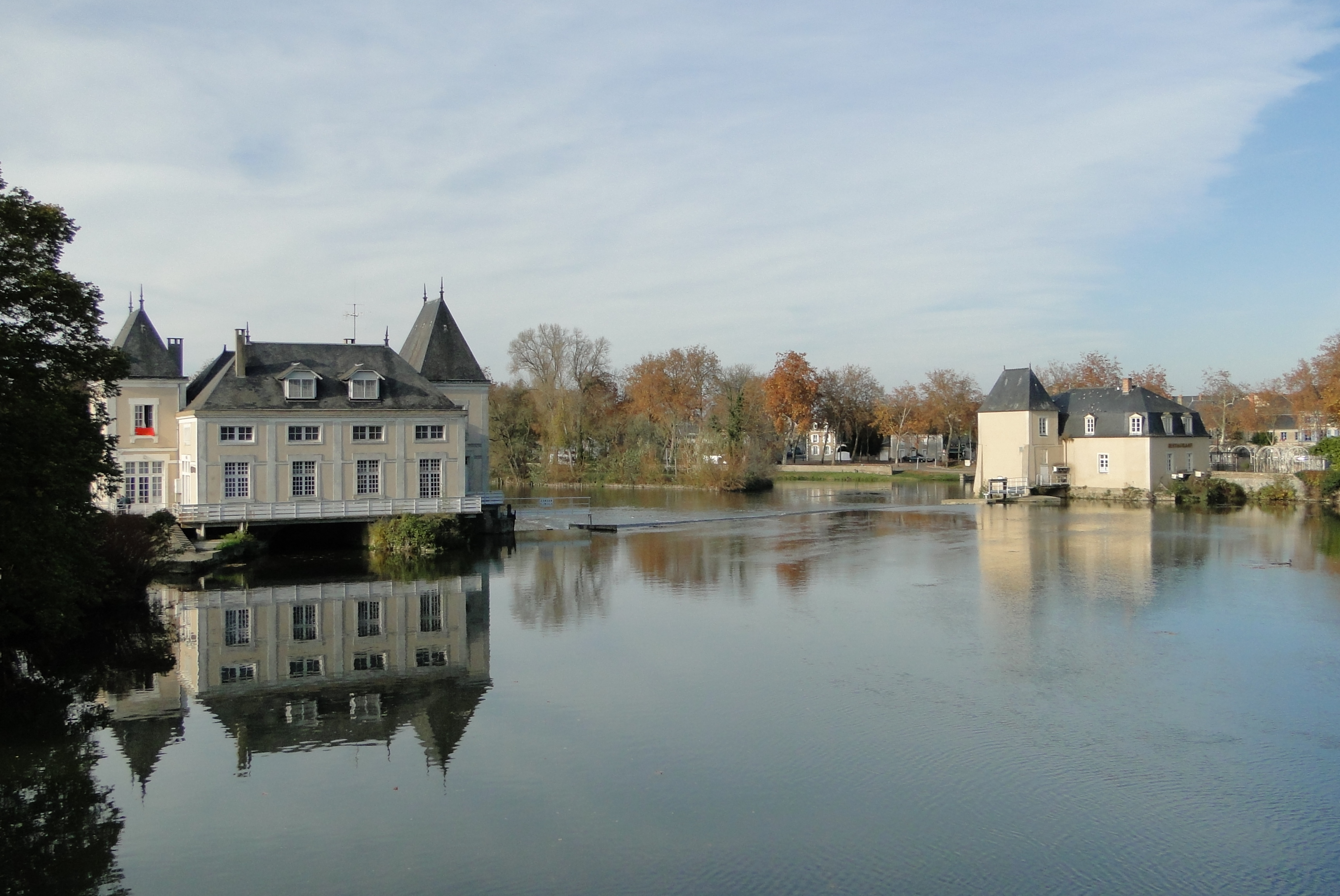
Loir vid La Flèche.

Loir är en flod i nordvästra Frankrike, med en längd av 311–320 kilometer. Det är en biflod till Sarthe, vars huvudfåra Loir möter norr om Angers strax innan Sarthes utlopp i Loire.

## Flodlopp
Floden rinner upp norr om Illiers i departementet Eure-et-Loir. Den rinner därefter genom Loir-et-Cher, Maine-et-Loire och Sarthe. Flodens lopp är mestadels mot sydväst och passerar bland annat genom Châteaudun. Väster om Vendôme blir floddalen tydligt scenisk. Genom sitt lopp löper floden i snitt cirka 4 mil norr om den större Loire.
Större delen av Loir är svår att besegla, men cirka längs cirka 114 kilometer av sitt lopp är segelbara. Dess avvattningsområde är på ungefär 7 000 (ibland omnämnt som 7 160) kvadratkilometer och vattenföringen är i medeltal 65 kubikmeter/sekund.d Under dess lopp, från källan till utloppet i Sarthe, har den en fallhöjd på i genomsnitt 0,2 promille. I dess nedre lopp genom Maine-et-Loire är floden uppdämd på tolv olika ställen, och medeldjupet är där 4 meter.

## Loir i kulturen
Loir och dess floddal har gett inspiration till ett antal olika franska författare och konstnärer. Detta inkluderar Pierre de Ronsard, Honoré de Balzac och Maxime Maufra.